# Daviyon Draper
Daviyon Draper (Los Angeles, 6 agosto 1994) è un cestista statunitense.